# Літо, коли я погарнішала (серіал)
Літо, коли я погарнішала (англ. The summer i turned pretty) — американський романтичний драматичний телесеріал про дорослішання, створений письменницею Дженні Хан для Amazon Prime Video і заснований на її однойменній романній трилогії. Прем'єра серіалу відбулася 17 червня 2022 року, перший сезон складався з семи епізодів. Напередодні прем'єри серіалу його продовжили на другий сезон.

## Сюжет
Беллі Конклін ось-ось виповниться 16, і вона їде до свого улюбленого місця на світі, пляжу Казенс, щоб провести літо зі своєю родиною та Фішерами. За останній рік Беллі дуже подорослішала, і вона відчуває, що це літо буде іншим, ніж усі попередні.

## Актори та персонажі

### Головні персонажі
- Лола Тунг — Ізабель «Беллі» Конклін[3]
- Джекі Чанг — Лорел Парк[3]
- Рейчел Бланшар — Сюзанна Фішер[3]
- Крістофер Брайні — Конрад Фішер[3]
- Гевін Касаленьо — Джеремія Фішер[3]
- Шон Кауфман — Стівен Конклін[3]
- Альфредо Нарсісо — Клівленд Кастільо[3]
- Мінні Міллс — Шейла[3]
- Колін Фергюсон — Джон Конклін[4]
- Том Еверетт Скотт — Адам Фішер[4]

### Другорядні персонажі
- Девід Яконо — Кем
- Саммер Медісон — Ніколь
- Рейн Спенсер — Тейлор
- Лайла Пейт — Джіджі
- Келсі Роуз Хілі — Дара
- Джоселін Шелфо — Маріса

## Виробництво

### Розвиток
8 лютого 2021 року Amazon замовила виробництво серіалу з восьми епізодів. Серіал заснований на однойменному романі Дженні Хан 2009 року. Виконавчий продюсер Хан. Також виконавчими продюсерами є Габріель Стентон, Карен Розенфельт, Нне Ебонг і Хоуп Хартман. 8 червня 2022 року напередодні прем'єри серіалу Amazon продовжив серіал на другий сезон.

### Зйомки
Основні зйомки першого сезону відбулися у 2021 році у Вілмінгтоні, штат Північна Кароліна, серед місць — Кароліна-Біч, Форт Фішер. Зйомки другого сезону почалися в липні 2022 року і завершилися в листопаді 2022 року.

## Випуск
Прем'єра серіалу відбулася на Prime Video 17 червня 2022 року.

## Прийняття

### Критики
Вебсайт-агрегатор оглядів Rotten Tomatoes повідомив про 91 % рейтинг схвалення із середнім рейтингом 6,9/10 на основі 22 відгуків критиків. Metacritic, який використовує середньозважену оцінку, присвоїв оцінку 72 зі 100 на основі 8 критиків, вказуючи на «загалом схвальні відгуки».